# Omar Aladio
Omar Aladio (Buenos Aires, Argentina, 1921-Buenos Aires, 5 de agosto de 1987) fue un autor y primer actor cómico y dramático de radio y teatro argentino. Fue valorado por sus papeles de villanos en radio.

## Carrera
Integró la Compañía de Atiliano Ortega Sanz junto con Ricardo Oriolo, donde actuó en radioteatros en Radio Mitre. Luego al poco tiempo formó su propia compañía radioteatral.
Fue el creador del llamado "Circo Radial"  entre 1954 y 1957, al reeditar todos los grandes éxitos de radioteatro en los circos y tras hacer una obra cada noche, como El boyerito de la cara sucia, El león de Francia, El negro Tomás, Juan Barrientos, El apache argentino y Nazareno, entre otros. Con este circo debutó en Lanús. Posteriormente es contratado por el circo Gani de Necochea entre 1962 y 1963, pasando por el de Mar del Plata, el de Tandil, y otros lugares más.
Con la compañía de Juan Carlos Chiappe con Totón Podestá, Aladio, se consagró como el villano clásico de la telefonía argentina tras la obra Fachenzo el maldito. Junto a Audón López, aquel famoso negro Faustino, brilló una vez más en ese rol en Radio del Pueblo.
Sus grandes amigos fueron los actores Adalberto Campos y  Héctor Miranda, con quienes trabajó tanto en radio como en el circo. La compañía de Miranda fue la última que había quedado en Radio Argentina hasta la finalización del radioteatro en Buenos Aires.
Junto a Héctor Bates fueron los autores de los radioteatros  Soy del 900 y  El apache argentino en 1961, donde se solía invitar a figuras del tango como Azucena Maizani, acompañada por José Servidio. También con su compañía estrenó la obra Mate Cosido, encarnando al mulato Bonzo.
Escribió un poema de despedida titulado Ha muerto Radio Porteña que fue leído en la transmisión de cierre de la tradicional emisora.
En teatro además de los ya mencionados en el circo, actuó en las obras El Moreira, el gaucho inmortal (1969) de su autoría, El Fantoche (1970) y Santos Vega.
Ya en sus últimos años se dedicó a la docencia teatral, hasta su fallecimiento por causas naturales el 5 de agosto de 1987. Sus restos descansan en el panteón de SADAIC de la Asociación Argentina de Actores del Cementerio de la Chacarita.

## Fotonovelas
- El Paisajo Juan Sin Miedo, con Héctor Miranda, para la Revista Suspiros.